# Tassinari Bilance
La Tassinari Bilance Srl è stata un'industria italiana specializzata nella produzione di sistemi di pesatura per il settore industriale e medicale. L'azienda ha chiuso per fallimento il 12 giugno 2015 e l'utilizzo del marchio è stato rilevato da alcuni ex-dipendenti che si erano già distaccati dall'azienda prima del fallimento stesso fondando un'azienda autonoma.

## L'azienda
L'azienda è stata fondata nel 1910 a Cento, da Gaetano Tassinari che inizialmente aprì una bottega per la costruzione di stadere dando vita alla Tassinari Gaetano e figlio. Nel corso degli anni da bottega si passò ad officina con la produzione di strumenti di pesatura sempre più importanti.
La sede centrale era a Sant'Agostino (Ferrara), alla quale si aggiungevano le sedi produttive di Pesaro e Gallarate.
La produzione dell'azienda si rivolgeva principalmente ai settori industriale e medicale.
In particolare, nell'ambito del settore medicale, Tassinari Bilance ha inventato negli anni sessanta il letto bilancia per il controllo del peso del paziente durante il trattamento di dialisi, la cui produzione è presto stata seguita da quella delle poltrone bilancia.